# Federal Reserve Bank of Kansas City

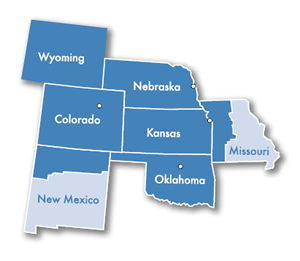
Det tionde distriktet som Kansas City Fed har hand om.

Federal Reserve Bank of Kansas City, kallas Kansas City Fed,  är en regional centralbank inom USA:s centralbankssystem Federal Reserve System. De har ansvaret för det tionde distriktet i centralbankssystemet, vilket innebär att de har ansvaret för hela delstaterna Colorado, Kansas, Nebraska, Oklahoma och Wyoming samt delar av delstaterna Missouri och New Mexico. Kansas City Fed använder sig av bokstaven J och siffran 10 för att identifiera sig på de dollar-sedlar som används i distriktet. De har sitt huvudkontor i Kansas City i Missouri och leds av Jeffrey Schmid.

## Historik
Federal Reserve System har sitt ursprung från den 23 december 1913 när lagen Federal Reserve Act signerades av USA:s 28:e president Woodrow Wilson (D). Den 2 april 1914 meddelade Federal Reserve System att distrikten var bestämda och vart de regionala centralbankerna skulle vara placerade. Den 18 maj grundades samtliga tolv regionala centralbanker medan den 16 november öppnades dessa officiellt.

## Ledare
Källa: 
* = Ordförande för Federal Reserve System.
|             | Person             | Period    |
| ----------- | ------------------ | --------- |
| Bankchefer  |                    |           |
|             | Charles M. Sawyer  | 1914–1916 |
|             | J.Z. Miller Jr.    | 1916–1922 |
|             | W.J. Bailey        | 1922–1932 |
|             | George H. Hamilton | 1932–1936 |
| Presidenter |                    |           |
|             | George H. Hamilton | 1936–1941 |
|             | H.G. Leedy         | 1941–1961 |
|             | George H. Clay     | 1961–1976 |
|             | Roger Guffey       | 1976–1991 |
|             | Thomas M. Hoenig   | 1991–2011 |
|             | Esther L. George   | 2011–2023 |
|             | Kelly Dubbert      | 2023      |
|             | Jeffrey Schmid     | 2023–     |